# ウォーターバック属
ウォーターバック属（ウォーターバックぞく、属名：Kobus〈コブス〉）は、アフリカ大陸に分布するアンテロープの仲間。1840年にイギリスのチャールズ・ハミルトン・スミスが設立。ウシ科の下位に位置する階級。

## ウォーターバック属を編成する種

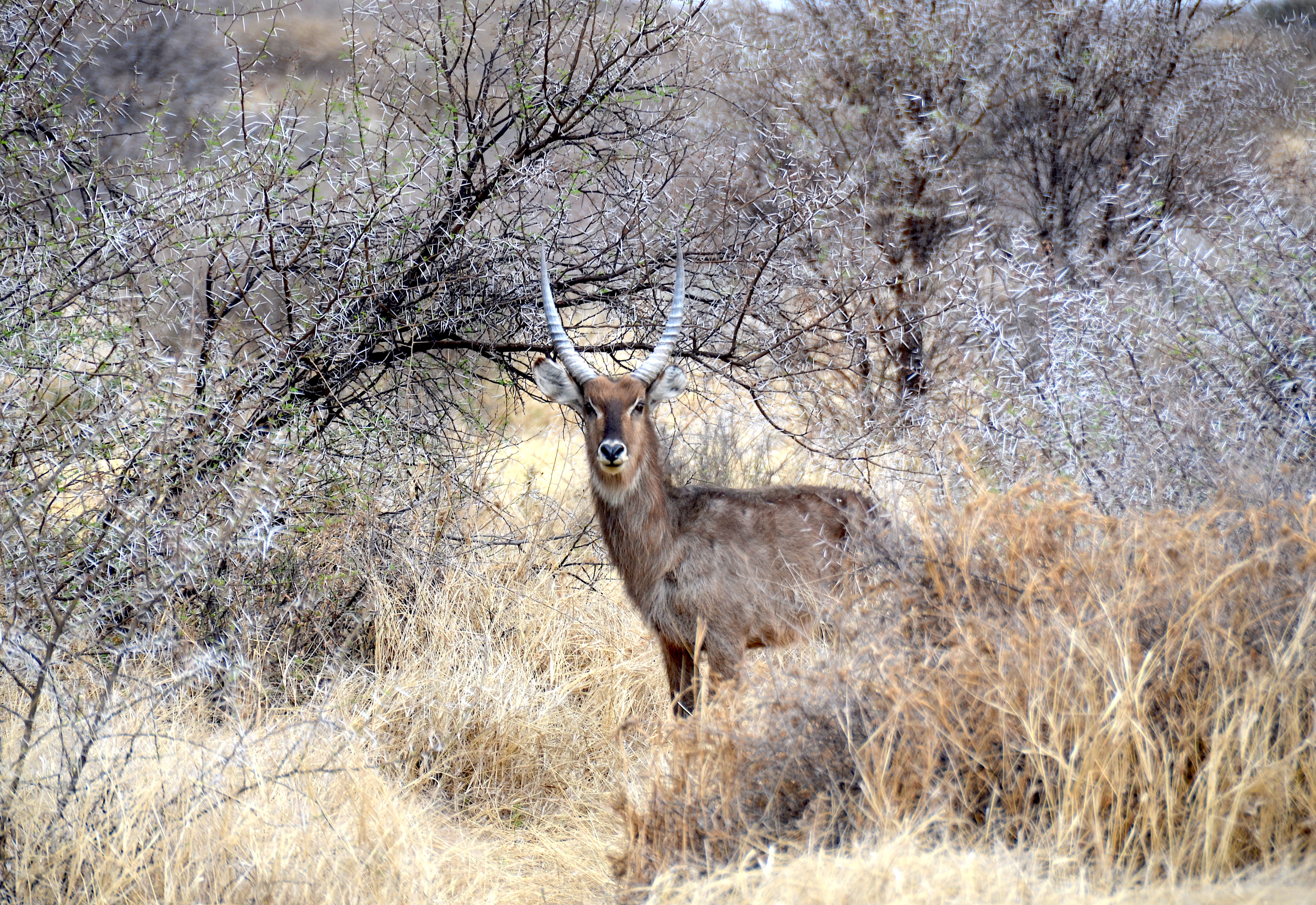
ウォーターバック
Kobus ellipsiprymnus (Ogilby, 1833)

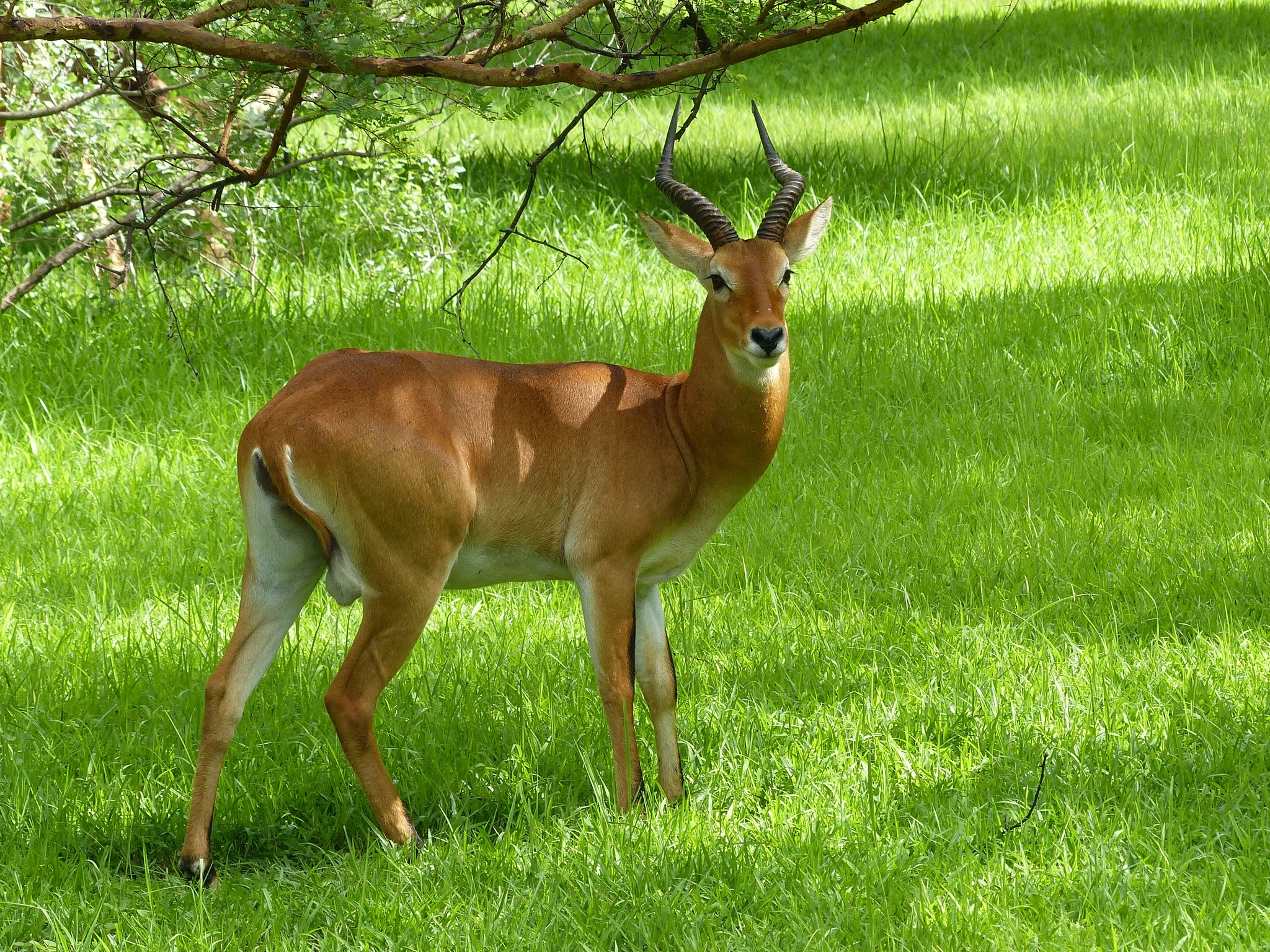
コーブ
Kobus kob (Erxleben, 1777)

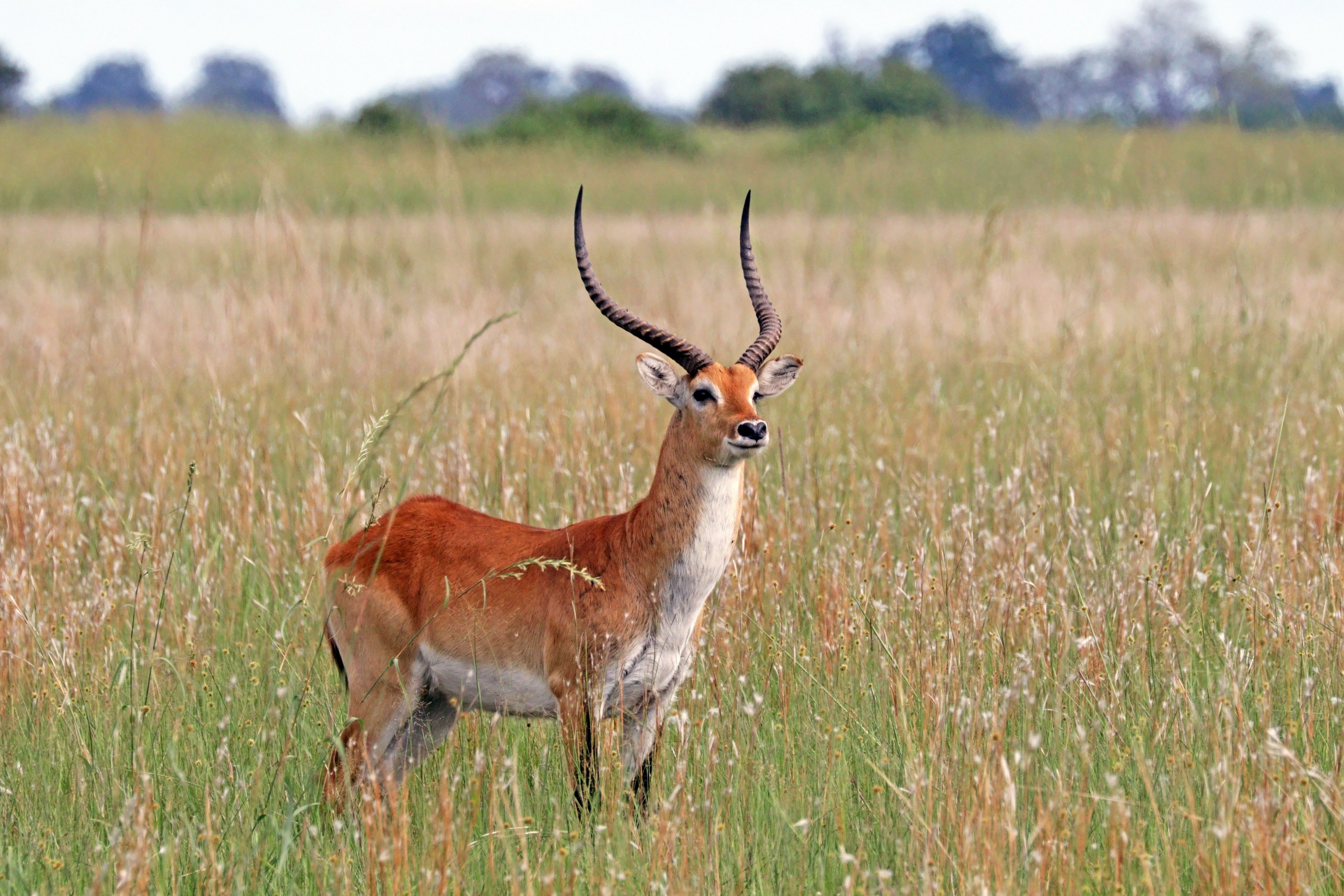
リーチュエ
Kobus leche Gray, 1850

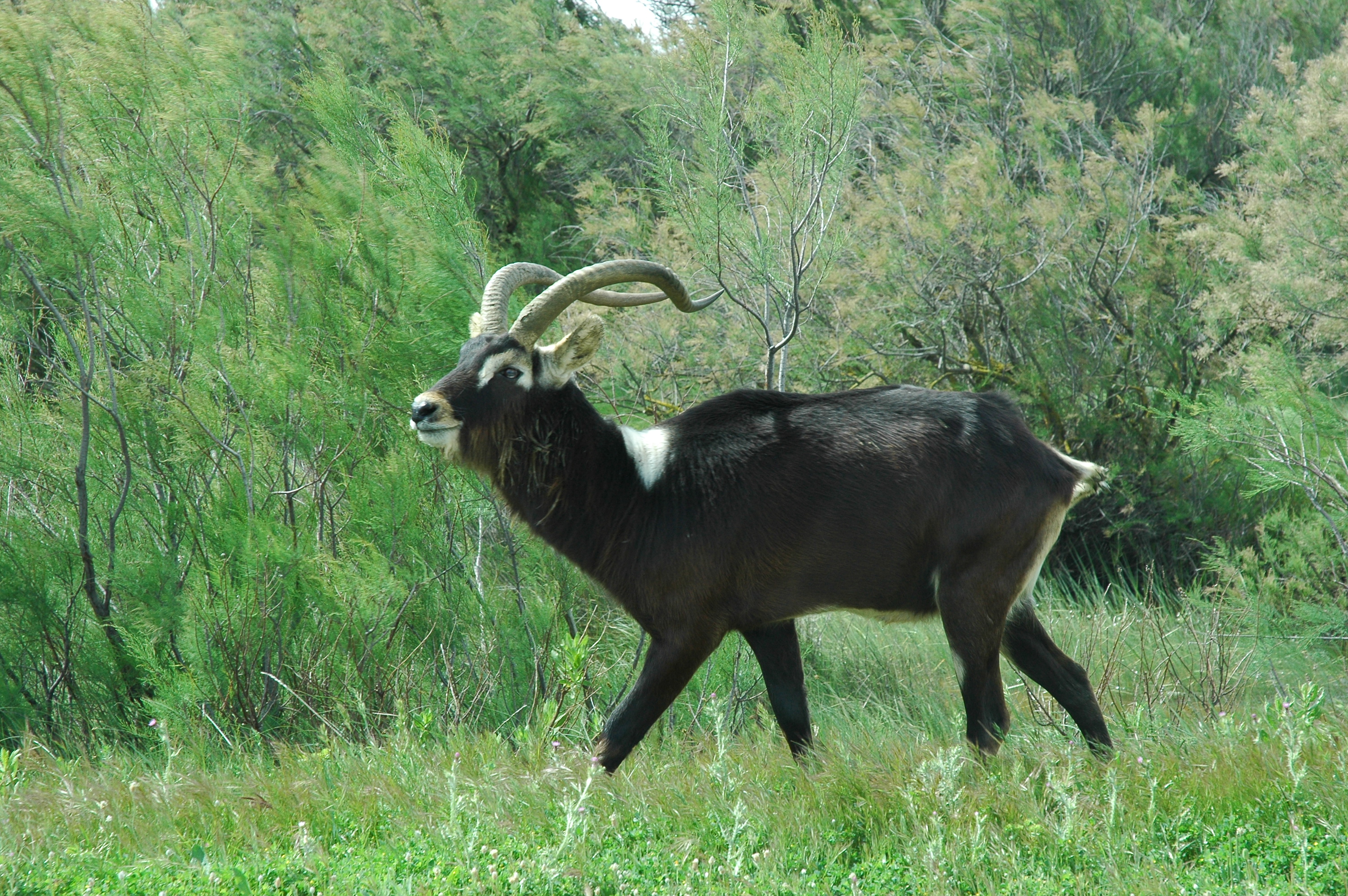
ナイルリーチュエ
Kobus megaceros (Fitzinger, 1855)

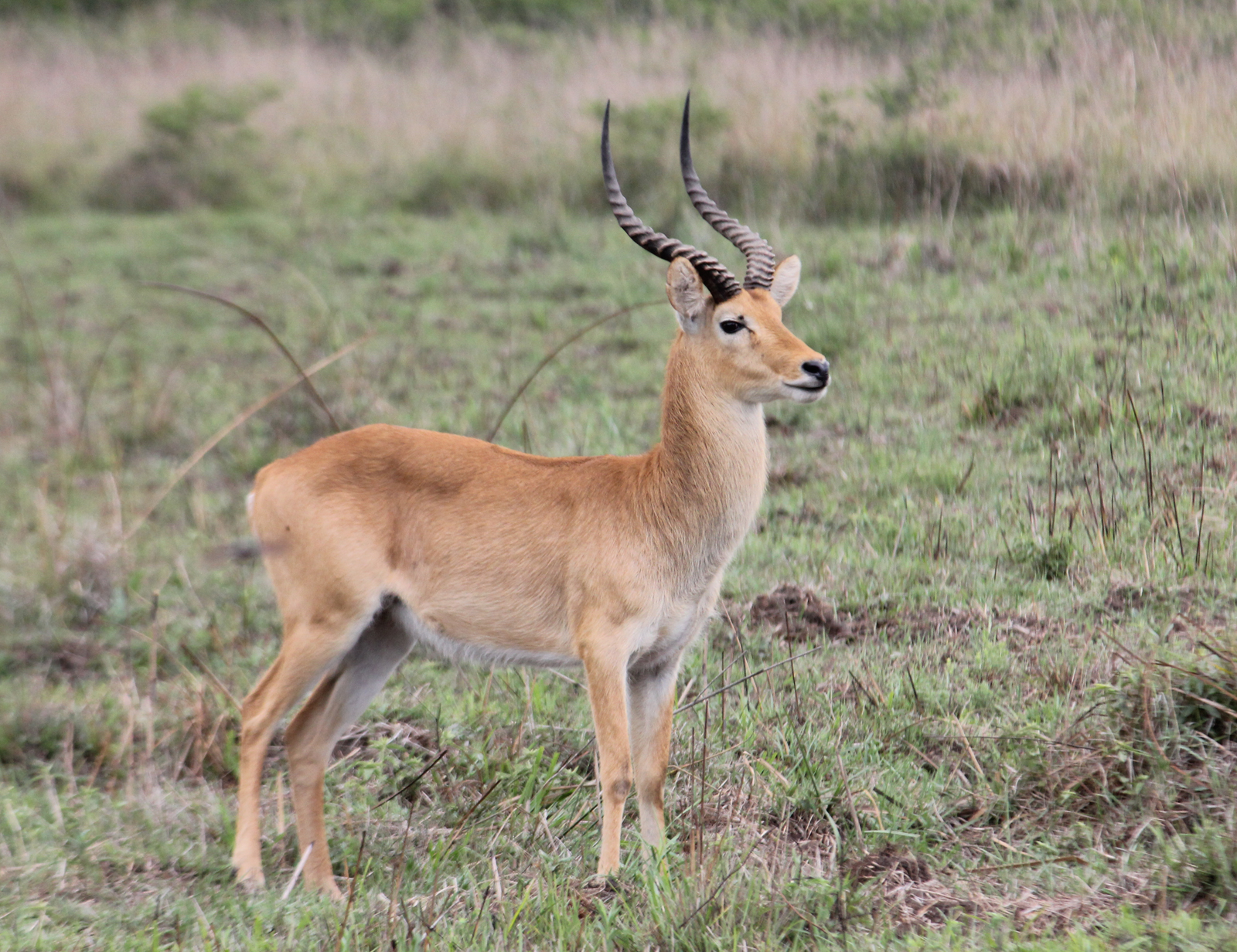
プークー
Kobus vardonii (Livingstone, 1857)

ウォーターバック属を編成する現生種は下記に示す5種である。
ウォーターバック
学名：Kobus ellipsiprymnus (Ogilby, 1833)

ウォーターバックは、アンゴラ、ウガンダ、エスワティニ、エチオピア、エリトリア、ガーナ、ガボン、カメルーン、ギニア、ギニアビサウ、ケニア、コートジボワール、コンゴ共和国、コンゴ民主共和国、ザンビア、シエラレオネ、ジンバブエ、スーダン、セネガル、ソマリア、タンザニア、トーゴ、ナイジェリア、ナミビア、ニジェール、ブルキナファソ、ブルンジ、ベナン、ボツワナ、チャド、中央アフリカ、モザンビーク、マラウイ、マリ、南アフリカ、南スーダン、ルワンダの在来種。恐らくガンビアでは絶滅。種小名の ellipsiprymnus（エッリプシプリムヌス）は、1833年のウィリアム・オギルビーによる命名。
‍
かつてサハラ以南のアフリカの大部分に生息していたが、多くは姿を消し、多数の保護区や人気のない地域に生き残った。
‍
コーブ
学名：Kobus kob (Erxleben, 1777)

コーブは、ウガンダ、エチオピア、ガーナ、カメルーン、ギニア、ギニアビサウ、コートジボワール、コンゴ共和国、コンゴ民主共和国、セネガル、チャド、中央アフリカ、トーゴ、ナイジェリア、ニジェール、ブルキナファソ、ベナン、マリ、南スーダンの在来種。ガンビア、ケニア、シエラレオネ、タンザニア、ブルンジでは絶滅。恐らくモーリタニアでも絶滅。種小名の kob（コブ）は1777年のヨハン・クリスティアン・ポリカープ・エルクスレーベンによる命名。
‍
かつてセネガルとギニアビサウから南スーダンとエチオピア極南西部までのサバンナ地帯や西部の至る所に、南方はウガンダやケニア、タンザニアに分布していたが、今日では分布がまばらになり、個体数は広範囲にわたり減少している。
‍
リーチュエ
学名：Kobus leche Gray, 1850

リーチュエは、アンゴラ、コンゴ民主共和国、ザンビア、ナミビア、ボツワナの在来種。種小名の leche（レケ）は、1850年のジョン・エドワード・グレイによる命名。
‍
アンゴラ、コンゴ民主共和国、ザンビア、ナミビア、ボツワナの主要な湿地帯に断続的に分布していて、今日の分布は歴史的な分布と似ているが、ここ1世紀の間にその範囲は縮小している。リーチュエといえば湿地帯が連想されていて、氾濫原や湿地帯の深い水域を泳ぎ渡ることもあるが、むしろ水深1メートル以下の浅水を好む。一般的に、季節的に氾濫した氾濫原周辺の木立や蟻塚がある草原、氾濫原上の草原や湿地牧野、恒久的に氾濫する沼地やラグーン周辺の浅い湿地牧野、折々、深い沼地のパピルスやヨシ原に出没する。草食動物であり、おもに氾濫原の水草を食べる。
‍
ナイルリーチュエ
学名：Kobus megaceros (Fitzinger, 1855)

ナイルリーチュエはエチオピアと南スーダンの固有種。種小名の megaceros（メガケロス）は、1855年のレオポルト・フィッツィンガーによる命名。
‍
エチオピアや南スーダンにおけるスッド、マカール＝ガンベラ湿地帯の季節的に氾濫した沼地と草原にしかいない。最も発生範囲が広いのは白ナイル川とソバト川沿いの湿地帯スッドである。エチオピアとの国境に近いマカール湿地帯には小規模な個体群が存在し、エチオピア南西部のガンベラ国立公園にもわずかに分布しているが、人間活動の活発化を理由に生存することが非常に難しい。2007年の乾季に行われたスッドの航空調査では、白ナイル川とソバト川に沿う多くのナイルリーチュエが記録された。
‍
プークー
学名：Kobus vardonii (Livingstone, 1857)

プークーは、アンゴラ、コンゴ民主共和国、ザンビア、タンザニア、ボツワナ、マラウイの在来種。種小名の vardonii（ワルドニー）は、1857年のデイヴィッド・リヴィングストンによる命名。
‍
かつてアフリカ中南部のサバンナ地帯の森林と氾濫原にある恒久的な水辺の草原に広く生息していた。分断や孤立によって個体群は減少し、その生息域の大部分から姿を消したが、それでもまだ数多くいる。偏性の草食動物であり、アフリカ中南部のサバンナの木立や氾濫原における恒久的な水辺の草原を占領している。湿地帯や沼地の植生が連想されるが、深い水に立つことを避けており、その意味でリーチュエとは生態学的に異なる。
‍

## 参考資料
- 川田伸一郎・岩佐真宏・福井 大・新宅勇太・天野雅男・下稲葉さやか・樽 創・姉崎智子・横畑泰志、2018、『世界哺乳類標準和名目録．哺乳類科学 58（別冊）：1–53．』、日本哺乳類学会分類群名・標本検討委員会 doi:10.11238/mammalianscience.58.S1